# 666
Вижте пояснителната страница за други значения на 666.

## Събития
- 4 септември: Пълно слънчево затъмнение в Испания.